# Theophil Weber
Robert Theophil Weber (* 19. November 1852 in Rüti, Kanton Zürich; gestorben nach 1908) war ein Schweizer Autor, Herausgeber und Verleger in Leipzig.
Weber war zunächst als Baumeister und Redakteur in Frankfurt am Main ansässig. Die Heiratsurkunde seiner Eheschließung mit Anna Louise Schmidt am 29. September 1876 weist ihn als Architekten und Sohn des Baseler Professors Robert Weber und dessen erster Ehefrau Susanna geb. Süri aus.
Ausweislich der Leipziger Adressbücher lebte er ab 1888 als „Prokurist von L. Weber“ (Spezialverlag für Sportliteratur) in Leipzig. Als Redakteur der Radsportzeitung Das Stahlrad gilt er als zentrale Person in der Gründungsgeschichte des Sächsischen Radfahrer-Bundes 1891 im Zusammenhang mit einem Konflikt mit Carl Hindenburg, dem damaligen Präsidenten des Deutschen Radfahrer-Bundes.
Um 1906/1908 lebte Weber in Böhlen bei Leipzig.
Webers gleichnamiger Sohn (* 26. Februar 1881 in Frankfurt am Main) war in Leipzig als Buchdrucker tätig.
Ein Theophil Weber Adressbuch-Verlag in Leipzig ist für 1920 nachgewiesen.

## Werke
- Otto Bahlsen; Theophil Weber (Hrsg.): Touren-Buch vom Thüringen, Leipzig, 1889.
- Otto Bahlsen; Theophil Weber (Hrsg.): Touren-Buch vom Rhöngebirge, Leipzig, 1890.
- Otto Bahlsen; Theophil Weber (Hrsg.): Touren-Buch vom Harzgebirge, Leipzig, 1891.
- Tourenbuch für Radfahrer vom Königreich Sachsen unter Berücksichtigung der angrenzenden Staaten, Leipzig, 1893.[10]
- Handels- und Gewerbe-Adressbuch vom Königreich Sachsen, Verlag von Theophil Weber, Leipzig, 1894/94.[11]
- Fabrikanten-Adressbuch der Schweiz nebst Gross-Industrie- u. Export-Firmen, Th. Weber, Zürich, 1897.
- Ist das Radfahren gesund? Aerztliche und fachmännische Gutachten über das Radfahren, A. Gotthold, Kaiserslautern, 1899.[12]